# Cheiracanthium pennatum
Cheiracanthium pennatum är en spindelart som beskrevs av Simon 1878. Cheiracanthium pennatum ingår i släktet Cheiracanthium och familjen sporrspindlar. Inga underarter finns listade i Catalogue of Life.